# Яворов (хижа)
Вижте пояснителната страница за други значения на Яворов.
Хижа „Яворов“ се намира в Пирин планина. Разположена е на западния склон в циркуса Разложки суходол, в местността Суходолските Поляни, на 1740 метра надморска височина.
Представлява масивна двуетажна сграда с капацитет 70 места. Санитарните възли и баните са общи за етажа, част от стаите имат собствени такива. Хижата е електрифицирана и водоснабдена, с общо вътрешно отопление. На първия етаж има ресторант, бюфет и лавка.
В непосредствена близост до новата сграда е разположена старата сграда на хижа Яворов – двуетажна постройка с капацитет 27 места, електрифицирана, водоснабдена, с външни санитарни помещения и кухня.
Старата хижа Яворов е построена през 1933 г. от туристическо дружество „Пиринъ“, гр. Разлог под името хижа „Поляните“. Изграждането на хижата е струвало 26 300 лева, събрани от общински, дружествени и частни дарения. Новата сграда е построена през 1981 г..
До хижата е построен параклис „Вси светии“, който е осветен през 2016 година от Неврокопски митрополит Серафим. Всяка година на празника на параклиса - първата неделя след Петдесетница, се събират планинари на водосвет в храма.

## Туристически маршрути
Хижа „Яворов“ е разположена в близост до най-обширния алпийски карстов район в Пирин планина. В околностите на хижата има множество планински забележителности, тя е популярната начална точка в маршрута за обхождане на главното било на северния пирински дял.
Изходни пунктове
- гр. Разлог - 4 часа покрай местността Бетоловото

Изходни точки
- от разклона за Бетоловото на пътя Симитли - Банско – 2:50 часа по коларски път и пътека до хижата
- от входа на НП Пирин в местността Бетоловото – 1:30 часа

Маршрути
- до заслон Кончето – 3:30 часа
- до връх Вихрен – 5:00 часа
- до хижа Вихрен – 7:00 часа
- до хижа Предел – 5:30 часа
- до хижа Загаза – 6:00 часа
- до хижа Лагера – 8:30 часа

Кратки излети в околността
- до връх Каменитица – 3:00 часа
- до връх Разложки суходол – 2:50 часа
- до Суходолското езеро – 1:30 часа
- до ридът Стълбиците – 2:00 часа
- до връх Окаден – 1:30 часа